# Сидибе, Габури
Га́бури «Гэ́бби» Сидибе́ (англ. Gabourey «Gabby» Sidibe, /ˈɡæbəˌreɪ ˈsɪdɪˌbeɪ/ то есть Габорей Сидибей; род. 6 мая 1983, Бедфорд — Стайвесант, Нью-Йорк) — американская актриса. Её актёрским дебютом стала роль Кларисы Джонс в фильме «Сокровище» (2009), принесшая ей премии «Независимый дух» и «Спутник» и номинации на премии «Оскар», BAFTA, «Золотой глобус» и награду Американской Гильдии киноактёров в категории «Лучшая актриса».
Также известность Габури Сидибе принесла роль Куинни и Реджины Росс в сериале-антологии канала FX «Американская история ужасов» (2013—2015, 2018) и роль Бекки Уильямс в телесериале «Империя» (2015—2016).

## Биография
Сидибе родилась в Бруклине, а детство провела в городе Нью-Хейвен в Коннектикуте, куда переехала вместе с матерью после её развода. Наблюдая в детстве трудное финансовое положение матери, которая зарабатывала на жизнь выступая с уличными концертами, Сидибе решила создать для себя более хорошие условия и прошла обучение сразу в нескольких колледжах Нью-Йорка.
В 2009 году, будучи ещё студенткой колледжа, Сидибе успешно прошла пробы и получила роль в драме Ли Дэниелса «Сокровище». В фильме она исполнила роль 16-летней девушки, которая забеременела, после того как её изнасиловал отец, а также постоянно испытывающей жестокое обращение со стороны матери. Фильм был с восторгом принят критиками, получив множество номинаций на различные кинопремии, а сама Сидибе была выдвинута на получение премий BAFTA, «Золотой глобус», «Премии Гильдии киноактёров США» и «Оскар».
В октябре 2010 года Сидибе присоединилась к актёрскому составу фильма Бретта Ратнера «Как украсть небоскрёб», которой вышел в прокат в ноябре 2011 года. Она сыграла горничную этого фешенебельного небоскрёба, который пытаются ограбить. Также в 2010 году она начала играть в сериале «Эта страшная буква «Р»», который завершился в 2013 году после четырёх сезонов.
В апреле 2013 года было объявлено, что Сидибе была приглашена на одну из центральных ролей в третьем сезоне сериала «Американская история ужасов». В 2015 году она взяла на себя второстепенную роль в сериале «Империя». Сидибе была повышена до основного состава со второго сезона.

## Личная жизнь
В марте 2017 года Сидибе сообщила, что у неё диагностировали сахарный диабет 2-го типа и она перенесла лапароскопическую бариатрическую операцию, чтобы контролировать свой вес.
С марта 2021 года Сидибе замужем за менеджером по талантом Cameo (сайт) Брэндоном Франкелом, с которым она начала встречаться в 2019 году. У супругов есть дети-близнецы — сын Купер Франкел и дочь Майя Франкел (род. в апреле 2024).

## Фильмография
| Год       |    | Русское название                         | Оригинальное название             | Роль                      |
| --------- | -- | ---------------------------------------- | --------------------------------- | ------------------------- |
| 2009      | ф  | Сокровище                                | Precious                          | Клариса Джонс / Сокровище |
| 2009      | ф  | Гленн Мартин                             | Glenn Martin                      | Киша                      |
| 2010      | с  | Субботним вечером в прямом эфире         | Saturday Night Live               | ведущая                   |
| 2010—2013 | с  | Эта страшная буква «Р»                   | The Big С                         | Андреа Джексон            |
| 2011      | ф  | Крик в небеса                            | Yelling to the Sky                | Латония Уильямс           |
| 2011      | ф  | Как украсть небоскреб                    | Tower Heist                       | Одесса                    |
| 2011—2012 | мс | Американский папаша                      | American Dad!                     | тусовщица                 |
| 2012      | ф  | Семь психопатов                          | Seven Psychopaths                 | Шарис                     |
| 2012      | ф  | Проект Подиум. Все звезды                | Project Runway All Stars          | Джуд                      |
| 2013—2014 | с  | Американская история ужасов: Шабаш       | American Horror Story: Coven      | Куинни                    |
| 2014      | ф  | Белая птица в метели                     | White Bird in a Blizzard          | Бет                       |
| 2014      | ф  | Партнеры по жизни                        | Life Partners                     | Джен                      |
| 2014      | ф  | Пятерка лидеров                          | Top Five                          | камео                     |
| 2014—2015 | с  | Американская история ужасов: Фрик-шоу    | American Horror Story: Freak Show | Реджина Росс              |
| 2015      | ф  | Соус                                     | Gravy                             | Уинкетта                  |
| 2015      | с  | Сложные люди                             | Difficult People                  | Денис                     |
| 2015—2016 | с  | Американская история ужасов: Отель       | American Horror Story: Hotel      | Куинни                    |
| 2015—2016 | с  | Империя                                  | Empire                            | Бекки Уильямс             |
| 2016      | ф  | Братья из Гримсби                        | Grimsby                           | Бану                      |
| 2016      | с  | Бред Нелли                               | Brad Neely                        | Айрис                     |
| 2018      | с  | Американская история ужасов: Апокалипсис | American Horror Story: Apocalypse | Куинни                    |
| 2020      | ф  | Антебеллум                               | Antebellum                        | Доун                      |

## Музыкальные видео
- Foster the People: Don’t Stop (Color on the Walls) (2011)
- Channing Tatum and Jamie Foxx: (I Wanna) Channing All Over Your Tatum (2014)

## Награды и номинации
Полный список наград и номинаций на сайте IMDb.
| Награда                             | Год  | Категория                                                   | Работа                             | Результат |
| ----------------------------------- | ---- | ----------------------------------------------------------- | ---------------------------------- | --------- |
| Оскар                               | 2010 | Лучшая женская роль                                         | Сокровище                          | Номинация |
| BAFTA                               | 2010 | Лучшая женская роль                                         | Сокровище                          | Номинация |
| Золотой глобус                      | 2010 | Лучшая женская роль — драма                                 | Сокровище                          | Номинация |
| Премия Гильдии киноактёров США      | 2010 | Лучшая женская роль                                         | Сокровище                          | Номинация |
| Премия Гильдии киноактёров США      | 2010 | Лучший актёрский состав в игровом кино                      | Сокровище                          | Номинация |
| Независимый дух                     | 2010 | Лучшая женская роль                                         | Сокровище                          | Победа    |
| Спутник                             | 2010 | Лучший женский дебют                                        | Сокровище                          | Победа    |
| Национальный совет кинокритиков США | 2010 | Лучшая женская роль                                         | Сокровище                          | Победа    |
| MTV                                 | 2010 | Лучший прорыв года                                          | Сокровище                          | Победа    |
| Общество кинокритиков Бостона       | 2010 | Лучшая женская роль                                         | Сокровище                          | Победа    |
| NAACP Image Award                   | 2010 | Лучшая женская роль                                         | Сокровище                          | Победа    |
| NAACP Image Award                   | 2012 | Лучшая женская роль второго плана в комедийном сериале      | Эта страшная буква «Р»             | Номинация |
| NAACP Image Award                   | 2013 | Лучшая женская роль второго плана в мини-сериале или фильме | Американская история ужасов: Шабаш | Номинация |